# Neyland

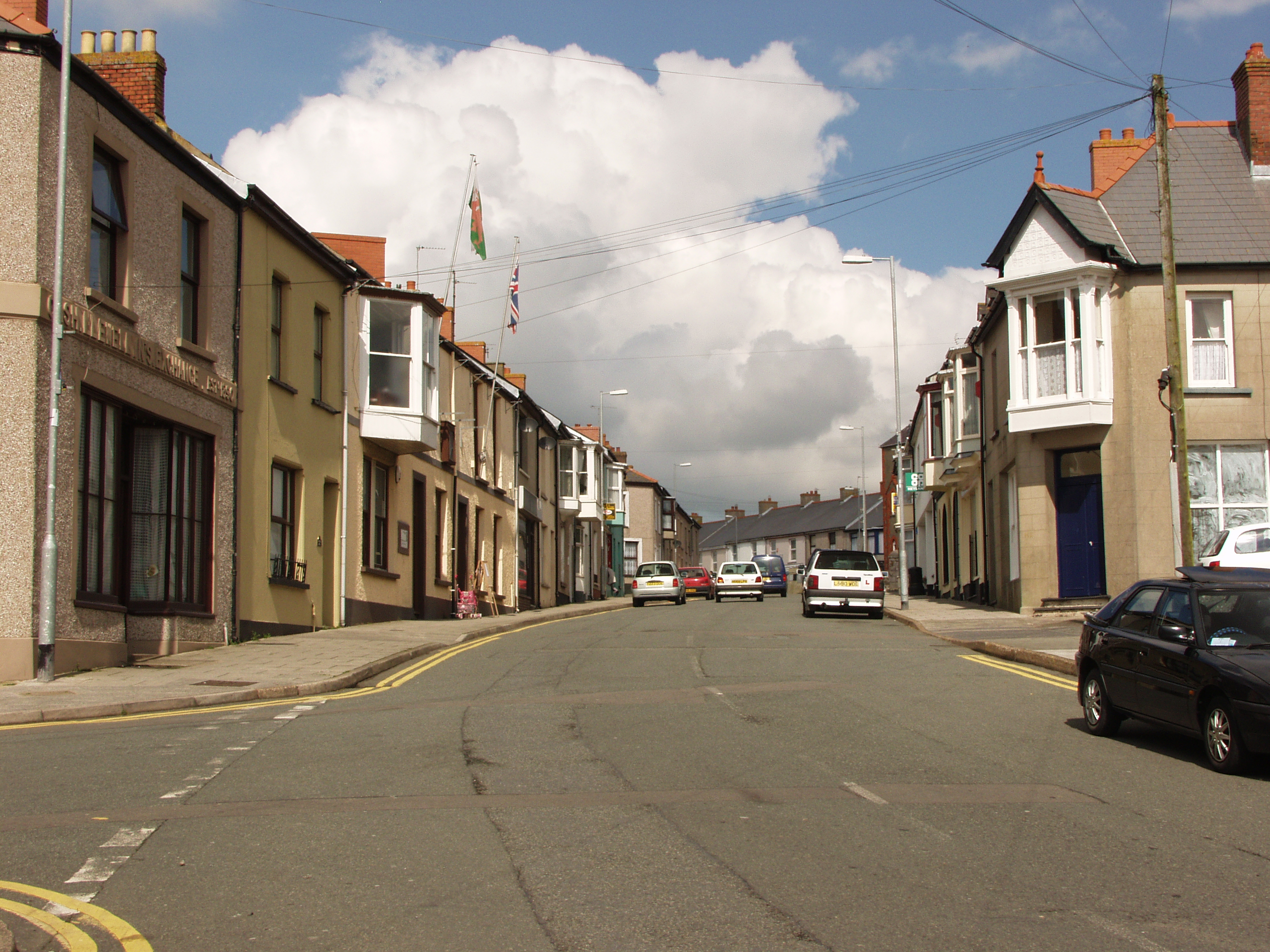
High Street mit Blick auf das Rathaus

Neyland ist eine Kleinstadt in Pembrokeshire in Wales, welche am Fluss Daugleddau östlich von Milford Haven liegt. Die nahe gelegene Cleddau-Brücke, die über den Fluss geht, verbindet Neyland mit Pembroke Dock.
Die Bedeutung erreichte Neyland 1856, als der Platz zur westlichen Endstation der Great Western Railway von Isambard Kingdom Brunel wurde. Als aber 1964 Fishguard die neue westliche Endstation wurde, ging es Neyland bis Ende der 1980er Jahre wirtschaftlich schlechter. Die neue Marina und die Rekultivierung des Güterbahnhofs halfen diese Situation zu verbessern.